# 지계

광무 7년(1904년) 울진군 원남면 길곡원리의 지계

지계(한자:地契)는 대한제국이 광무개혁의 일환으로 강원도와 충남 일부 지역에서 양전 사업을 실행하면서 근대적 토지 소유권 제도를 확립시키고 토지의 측량과 관리, 조세 부과를 일원화하기 위하여 발행한 문서이다. 같은 내용의 지계를 세 장 발부하여 지계아문, 지방 관청과 토지 소유자가 각각 한 장씩 보관한다.

## 지계 발행 사업의 실시
대한 제국 정부는 조세 수입원을 정확히 파악하고 더불어 조세 수입을 증대시키기 위한 목적으로 1898년 양지아문을 설치하여 1899년부터 양전 사업을 실시하였다. 본래 전국에 실시할 목적이었지만 궁방전, 역둔토가 많은 충청도와 경상도 지역 중심으로만 시행되었고, 함경도, 평안도와 강원도 대다수 지역에는 시행되지 못하였다. 1901년 양지아문이 혁파되어 지계아문이 설치되면서 양지아문의 업무는 지계아문에 이양되었다. 지계아문에서는 지역의 토지 측량 조사를 실시하였고 토지 소유권 증명인 지계를 발급하였다.

## 의의와 비판

### 의의
당시까지 무분별하게 거래되며 소유권 관련 분쟁이 빈번했던 대한 제국의 현실에서 근대적 토지 소유권 증명서를 발급함으로써 사회적 분쟁 조정 비용과 경제적 거래 비용을 감소시킨 효과가 있다. 또한 당시 일본 제국의 한반도 토지 침탈이 갈수록 심해지고 있던 상황에서 대한 제국은 독자적인 토지 측량 사업을 실행하고 지계 발급을 통하여 일본 세력으로부터 자주적인 태도를 보여주고자 한 의미가 있다.

### 비판
지계의 발행으로 토지 소유권이 법적으로 인정되면서 지주제가 좀더 강화되었다. 또한 토지를 측량하는 과정에서 농민 토지가 궁방전에 혼입되는 경우가 생겨 농민과 황실 간의 토지 분쟁이 종종 발생하였고, 토지 개혁의 성격이 아닌 단순 토지 거래 질서 확립이었다는 점에서 지계 사업에 대한 비판의 의견이 있다.

## 참고 자료
- 지계아문
- 광무 양전 사업
- 지계